# Kfar-Guiladi
Kfar-Guiladi (כפר גלעדי) est un kibboutz créé en 1916 en Haute Galilée sur la route reliant Metoula à Rosh Pina, par des membres de l'organisation Hashomer. Ces derniers baptisent le lieu "Kfar-Guiladi" en souvenir d'Israël Guiladi, qui compte parmi les fondateurs de Hashomer. En mars 1920, les membres du kibboutz combattent aux côtés des pionniers de Tel Haï, puis, après la mort de Joseph Trumpeldor et le recul des combattants de Tel Hai, ils abandonnent à leur tour Kfar-Guiladi.
À l'époque de l'immigration illégale, Kfar-Guiladi représente un considérable centre de passage de clandestins venus de Syrie et du Liban. En octobre 1945 un groupe de clandestins juifs est repéré par les gardes-frontières anglais et pisté depuis la frontière jusqu'à Kfar-Guiladi. Alertée, l'armée mandataire encercle le kibboutz et exige la sortie des réfugiés. Face au refus opposé, les Britanniques entrent en force dans l'enceinte du kibboutz. S'ensuit une altercation armée opposant Britanniques aux défenseurs de Kfar-Guiladi, soutenus par les membres d'autres implantations de Galilée venus prêter main-forte. Deux des membres de Kfar-Guiladi trouvent la mort. Les clandestins ne se rendront pas.
Aux abords du kibboutz le cimetière, devenu depuis panthéon des défenseurs de Tel Khaï et des gardes du Hashomer, abrite la célèbre statue du lion de Trumpeldor. Chaque année une cérémonie de souvenir y est célébrée.